# Sambar kropkowany
Sambar kropkowany, jeleń Alfreda (Rusa alfredi) – gatunek ssaka z rodziny jeleniowatych (Cervidae). To jeden z trzech endemicznych gatunków jeleni na Filipinach.

## Występowanie
Dawniej występował w lasach na filipińskich wyspach Panay, Negros, Cebu. Uznano, że ostatecznie wyginął na wolności w 1980 roku. W 1987 roku znaleziono oswojonego samca w jednej z wiosek, później także kilka innych osobników. Obecnie jeleń Alfreda jest hodowany w zoo. W 2009 roku, na podstawie znalezionych śladów i odchodów zwierzęcia, potwierdzono jego występowanie głęboko w filipińskiej dżungli. Obecnie żyje na Negros i Panay.

## Morfologia
Długość ciała 125–130 cm. Wysokość w kłębie 70–80 cm. Masa ciała 25–80 kg.

## Ochrona
Obecnie uważa się, że światowa populacja tych jeleni nie przekracza 300 osobników, co czyni je jednymi z najrzadszych ssaków. Zagrożenie dla gatunku stanowi kłusownictwo i wylesianie naturalnego środowiska.